# Monestier-de-Clermont
Monestier-de-Clermont är en kommun i departementet Isère i regionen Auvergne-Rhône-Alpes i sydöstra Frankrike. Kommunen ligger i kantonen Monestier-de-Clermont som tillhör arrondissementet Grenoble. År 2022 hade Monestier-de-Clermont 1 463 invånare.

## Befolkningsutveckling
Antalet invånare i kommunen Monestier-de-Clermont
Referens:INSEE